# Megaselia intersecta
Megaselia intersecta är en tvåvingeart som beskrevs av Schmitz 1935. Megaselia intersecta ingår i släktet Megaselia och familjen puckelflugor. Inga underarter finns listade i Catalogue of Life.